# Boom latino-americano
O boom latino-americano foi um movimento literário que surgiu nos anos 1960 e 1970, quando o trabalho de um grupo de romancistas latino-americanos relativamente jovens foi amplamente divulgado na Europa e no resto do mundo. O boom está mais relacionado com os autores Julio Cortázar da Argentina, Carlos Fuentes do México, Mario Vargas Llosa do Peru, e Gabriel García Márquez da Colômbia. Não apenas sob a influência do modernismo da Europa e da América do Norte, mas também sob a do movimento de vanguarda da América Latina, esses escritores desafiaram as convenções estabelecidas na literatura latino-americana. Seus trabalhos são experimentais e, devida ao clima político da América Latinada década de 1960, também muito politizados. "Não é um exagero", escreve o crítico Gerald Martin, "afirmar que o continente do sul era conhecido por duas coisas acima de todas as outras nos anos 1960, estas eram, em primeiro lugar e sobretudo, a revolução cubana e o seu impacto tanto na América Latina quanto no terceiro mundo de modo geral, e, em segundo lugar, o boom na ficção latino-americana, cuja ascensão e queda coincidiu com a ascensão e queda das percepções liberais de Cuba entre 1959 e 1971".
O sucesso repentino dos autores do período foi em grande parte devido ao fato de que suas obras se encontram entre os primeiros romances da América Latina a serem publicados na Europa, por editoras como a Seix Barral, originária de Barcelona e que esteve na vanguarda dessa distribuição europeia. De fato, Frederick M. Nunn escreve que "romancistas tornaram-se mundialmente famosos pelos seus escritos e suas advocacias de ações políticas e sociais, e porque muitos deles tiveram a boa sorte de atingir mercados e audiências além da América Latina através de traduções e viagens – e às vezes pelo exílio."

## Antecedentes

### Oboome a Revolução Cubana
O clima político da Revolução Cubana tivera impacto imediato e decisivo no mundo das letras; as práticas e utopias revolucionárias tornaram inevitáveis uma alta e explícita ideologização no campo literário – um cenário que reforçou a crença dos escritores do poder transformador da literatura. Percebe-se, nos ensaios e comentários políticos de alguns escritores desse período, dois elementos: primeiramente, o fato de que grande parte da comunidade literária passou a se reunir em torno de um mesmo programa político comum (a Revolução) e segundo, a forma como encaravam a função da literatura baseava-se, em grande medida, no livro Que é a Literatura?, de Jean-Paul Sartre. Entretanto, vale ressaltar que "essa politização da arte não significou a adoção do realismo socialista ou uma conduta dogmática, muito pelo contrário, os escritores rechaçaram o realismo russo e abraçaram o realismo fantástico". Citando Márquez, temos que "a grande importância cultural de Cuba na América Latina foi servir como uma espécie de ponte para transmitir um tipo de literatura que existia na América Latina há muitos anos".
Acerca da equação "Cuba-escritores-boom", Adriana Vidal Costa utiliza da fala de José Donoso que expôs as duas interpretações mais comuns: (1) a de que os escritores utilizavam-se da Revolução Cubana para se tornarem mais famosos e (2) a outra que a Revolução utilizava os escritores, ingênuos politicamente, para fazer propaganda de si mesma. Donoso se inclinava mais para a segunda. De fato ocorrera um grande esforço de Cuba para buscar adesão na intelectualidade latino-americana, especialmente para dar sentimento de unidade a um grupo de escritores, porém pecou ao crer que os escritores eram politicamente ingênuos. Em realidade, ocorreu aquilo que chamamos de "via de mão dupla": se, de um lado, a Revolução Cubana ajudou a promover o boom da literatura latino-americana e, conseqüentemente, o reconhecimento de vários escritores latino-americanos; de outro lado, o apoio dos escritores mais renomados do boom a Cuba foi importante para "legitimar" o processo revolucionário. A promoção literária da América Latina em Cuba não funcionou na mesma forma que nos países capitalistas, visto que a engrenagem não girava em função do mercado. E mesmo ao redor do mundo, como aponta Donoso, o boom não foi meramente um fenômeno mercadológico, tampouco trouxe riqueza e fama imediata; muitos dos escritores viveram em condições financeiras deveras difíceis.

## Influências literárias
Os primórdios da literatura latino-americana deu-se com os escritos de José Martí, Rubén Darío e José Asunción Silva, caracterizados por um distanciamento modernista do cânone literário europeu. Autores modernistas nascidos nesse continente, como James Joyce, também influenciaram as obras do boom, assim como os latinos do movimento de Vanguarda. Elizabeth Coonrod Martinez argumenta que os escritores da Vanguarda foram os "verdadeiros precursores" do boom, escrevendo romances inovadores e desafiadores em um período anterior a Borges e outros que são convencionalmente pensados como as principais inspirações latino-americanas para o movimento do meio do século XX. Em 1950, os romancistas hispano-americanos eram tolerados mas marginais no cenário literário, com Paris e Nova York representando o centro desse mundo; por volta de 1975, já eram celebrados como figuras centrais. Além de ser um fenômeno em questão de publicação, o período introduziu uma série de recursos estéticos e estilísticos ao mundo da literatura. Em geral — e considerando-se que há vários países e diversos autores importantes — prevalece o realismo no início da era, com novelas marcadas por um pessimismo existencialista, com personagens equilibradas a lamentar o seu destino e uma linha narrativa franca. Nos anos 1960, a linguagem passa a ser mais solta, tornando-se um reflexo de como se falava nas ruas, as personagens tornam-se mais complexas e a cronologia passa a ser complexa, fazendo com que o leitor seja um participante ativo no deciframento do texto. No final do período, a aventura política azeda, a sofisticação linguística atinge um novo patamar e os escritores voltam-se para uma reflexão sobre suas próprias produções; uma ficção sobre a ficção ou metaficção. As personagens e histórias, a essa altura, mostram o poder corrosivo de uma sociedade pós-moderna, onde tudo é tão disponível que é insignificante.
Com o sucesso do boom, o trabalho de uma geração anterior de autores conseguiu acessar um público novo e cada vez maior. Esses precursores incluem: Jorge Luis Borges, Miguel Ángel Asturias, Arturo Uslar Pietri e Alejo Carpentier, Juan Carlos Onetti e Juan Rulfo.

## Origens
Apesar da maioria dos críticos concordar que o boom inciou-se em algum momento durante a década de 1960, há um certo desacordo em relação a qual pode ser considerada a primeira obra do período. Alguns deles, como Alfred McAdam, iniciariam com Rayuela, escrito por Julio Cortázar e publicado em 1963, enquanto que outros preferem La ciudad y los perros, de Vargas Llosa, vencedor do prêmio Biblioteca Breve em 1962. Fernando Alegría considera Hijo de hombre, de Augusto Roa Bastos, como a obra inaugural do boom; contudo, como Shaw nota, ela foi publicada em 1959. Há, ainda, quem trace o início a tão longe quanto 1949, com o romance Hombres de maíz, de Miguel Ángel Asturias.
Outra variação é articulada por Randolph D. Pope: "A história do boom poderia iniciar-se, cronologicamente, com El Señor Presidente, de Miguel Ángel Asturias (publicado em 1946, mas iniciado em 1922). Outros pontos de partida podem ser El túnel (1946), de Ernesto Sabato, ou "El pozo" (1939), de Onetti, ou até mesmo os movimentos vanguardistas dos anos 1920. Contudo, os escritores do boom declaram-se uma geração literária 'orfã' –– sem uma influência mãe latino-americana ou um modelo autóctone –– preso entre (a) sua admiração por Proust, Joyce, Mann, Sartre e outros autores europeus e o fato de deverem muito de sua inovação estilística aos vanguardistas e (b) a necessidade que têm de ter uma voz hispano-americana, mesmo rejeitando os autores hispano-americanos mais renomados como os indianistas, os criolistas e os mundonovistas". Jean Franco escreve que a era marca "uma recusa em ser identificado com as narrativas rurais ou anacrônicas como a novela de la tierra".

## O êxito de Cem anos de solidão
Cem anos de solidão vendeu milhares de exemplares, isto é fato, entretanto, é pertinente destacar que a consagração desse livro se deve ao papel da rede intelectual de esquerda que vinha se formando desde 1960; o que torna esta obra o fenômeno de consagração horizontal mais importante da América Latina. Graças a “ficção” da narrativa, com suas doses de sonho, lendas, exageros e mitos, ao mesmo tempo que se mescla com a história “real”, Macondo converte-se em um território universal da América Latina. A aparição desse romance é sua volatilidade que, ao mesmo tempo que rompeu com o que se vinha fazendo, restaurou-se com as bases do realismo. O sucesso de Cem anos fora tanto que a primeira edição, com oito mil exemplares, esgotou-se em quinze dias. A existência da rede de escritores que queriam tornar a literatura latino-americana reconhecida dentro e fora do subcontinente teve grande papel no sucesso da obra de Márquez. Diversos intelectuais teceram inúmeros elogios e realizaram uma verdadeira campanha propagandística do trabalho criativo de Gabriel García. A parte mais significativa dessa consagração, entretanto, repousa na figura de Vargas Llosa em suas definições e elogios ao livro.

## Impacto
O boom possibilitou que a Europa e a própria América Latina (re)descobrissem que o subcontinente dos ditadores era capaz de produzir literatura. Antes da década de 60, os escritores americanos já vinham publicando seus romances na América Latina e na Europa, contudo, essas obras não alcançavam uma difusão massiva. Em apenas seis anos, de 62 a 68, apareceram obras como Rayuela, Cien años de soledad, Sobre héroes y tumbas, entre outras que são completamente distintas entre si, mas que, na época, foram exemplo de uma radical experimentação de formas, estruturas e linguagens que abriu perspectivas que iam além do realismo tradicional da fórmula latino-americana. O movimento aqui em questão funcionou como um ímã que atraiu as atenções para alguns autores novos e seus mestres/antecessores, criando uma mapa de leitura e compreensão da literatura latino-americana. Para muitos, o que motivou esse boom, a nível comercial, além da qualidade literária das obras, foi o impulso das próprias editoras (especialmente europeias) e a irrupção da Revolução Cubana, que motivou leitores a conhecer a literatura, cultura e a história da América Latina. Para Julio Cortázar, por exemplo, o fenômeno não foi feito pelos editores, mas sim pelos leitores e justamente aí residiria o feito revolucionário. Nesse último sentido, não foi apenas um fenômeno de mass media, mas estava ligado ao aumento do interesse de leitores em consonância com o esforço dos escritores que viviam fora de seus respectivos países – em seus meios de vida difíceis e trabalhando anonimamente. Para Cortázar, um dos aspectos positivo do boom foi mostrar aos europeus que a América Latina também era território literário e não apenas um local onde se produzia golpes de estados e domavam-se potros.
Esses narradores revelados nesse contexto haviam rompido com o “realismo documental”, “com a novela telúrica”, com a “denúncia social de tipo panfletário”. Rodríguez Monegal agregou ao boom a responsabilidade social do escritor, pois deveriam profetizar ou anunciar a formação de um “novo homem” por meio das obras literárias. A vitalidade do boom residia num povo de múltiplas origens, criador de uma mestiçagem cultural, marcado pela destruição, morte e opressão, mas ao mesmo tempo pelo nascimento de fabulosas utopias, pelo espírito revolucionário e o esplendor da língua. O boom representou, mesmo que um pouco, o fim da marginalização da literatura latino-americana.